# Lamon

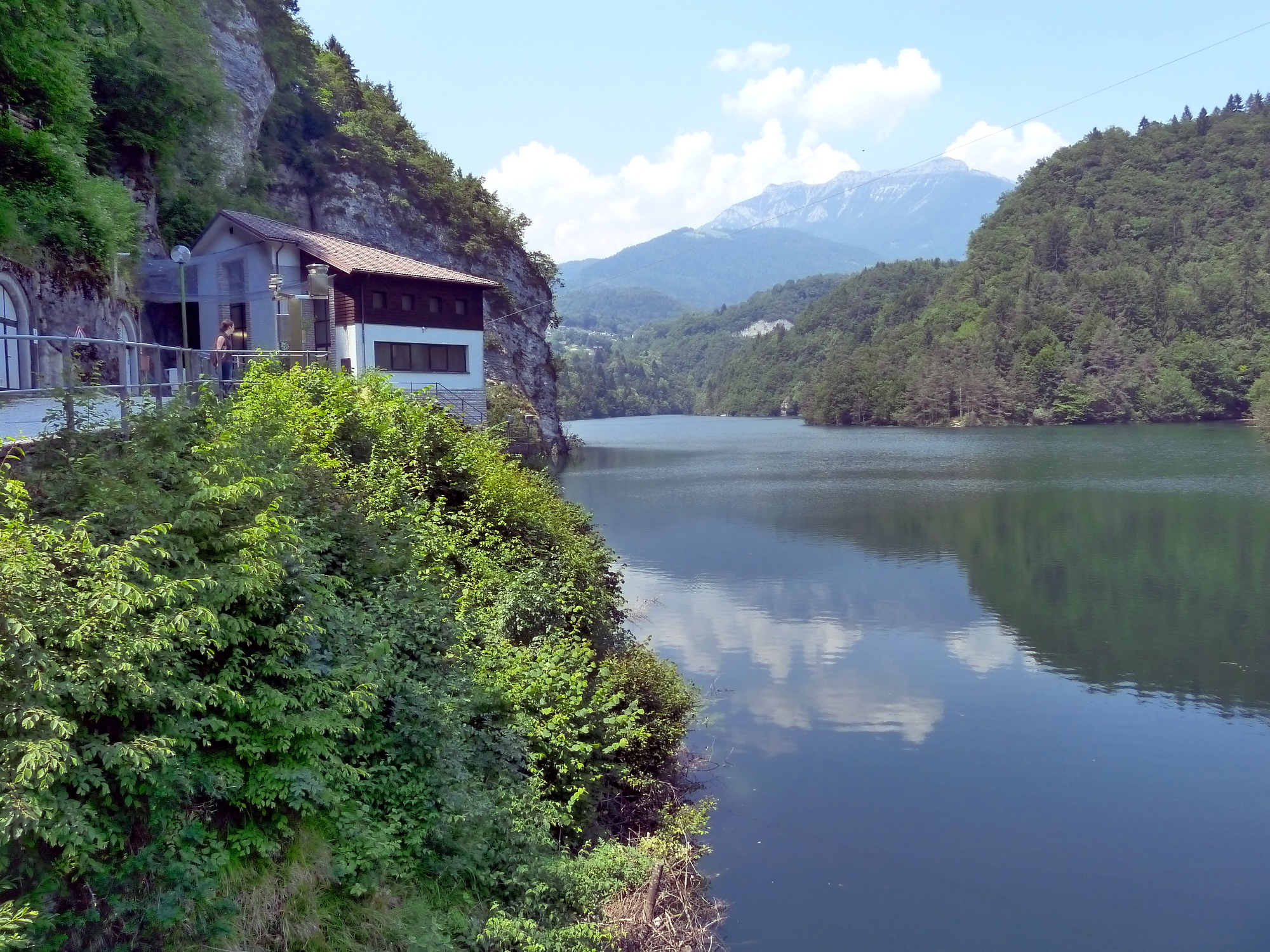
Lago del Senaiga

Lamon es un municipio situado en la provincia de Belluno, en Véneto, Italia. Tiene una población estimada, a fines de octubre de 2022, de 2634 habitantes.
El 30 de octubre de 2005, en un referéndum propuesto por el consejo municipal, los habitantes del pueblo han decidido pasar a la provincia autónoma de Trento. Los favorables al cambio de provincia fueron un 93% de los votantes.
Ahora el municipio de Lamon está a la espera de que el Parlamento continúe con el procedimiento previsto por la Constitución y la Ley de Referéndum. La Región de Trentino-Alto Adige rechazó la entrada del municipio de Belluno.
Con referencia al procedimiento parlamentario, se han propuesto proyectos de ley constitucional en las legislaturas XV, XVI y XVII . Las dos primeras propuestas caducaron con el final de la legislatura correspondiente. El tercero aún no ha sido programado en comisión.

## Evolución demográfica
| Gráfica de evolución demográfica de Lamon entre 1861 y 2022 |
|                                                             |
| Fuente: ISTAT - Elaboración gráfica de Wikipedia            |